# Långsele distrikt
Långsele distrikt är ett distrikt i Sollefteå kommun och Västernorrlands län. Distriktet ligger omkring Långsele i västra Ångermanland. 

## Tidigare administrativ tillhörighet
Distriktet inrättades 2016 och utgörs av Långsele socken i Sollefteå kommun.
Området motsvarar den omfattning Långsele församling hade 1999/2000.

## Tätorter och småorter
I Långsele  distrikt finns en tätort och tre småorter.

### Tätorter
- Långsele

### Småorter
- Bäckaskog
- Helgum (del av)
- Österforse